# Kringlevatten
Kringlevatten är en sjö i Kungsbacka kommun i Halland och ingår i Kungsbackaån-Göta älvs kustområde. Sjön är 14,2 meter djup, har en yta på 0,0801 kvadratkilometer och är belägen 85,7 meter över havet. Kringlevatten ligger i Sandsjöbacka Natura 2000-område.

## Delavrinningsområde
Kringlevatten ingår i det delavrinningsområde (638240-127309) som SMHI kallar för Mynnar i Stockaån. Medelhöjden är 72 meter över havet och ytan är 3,13 kvadratkilometer. Det finns inga avrinningsområden uppströms utan avrinningsområdet är högsta punkten. Vattendraget som avvattnar avrinningsområdet har biflödesordning 2, vilket innebär att vattnet flödar genom totalt 2 vattendrag innan det når havet efter 3,7 kilometer. Avrinningsområdet består mestadels av skog (40 procent) och öppen mark (45 procent). Avrinningsområdet har 0,24 kvadratkilometer vattenytor vilket ger det en sjöprocent på 7,7 procent.